# Moulay Driss Zerhoun
Moulay Driss Zerhoun (arabiska: مولاي ادريس زرهون) är en stad i Marocko. Den ligger i prefekturen Meknès och regionen Fès-Meknès, 120 km öster om huvudstaden Rabat. Antalet invånare var 11 615 vid folkräkningen 2014.